# تجرع كأس السم

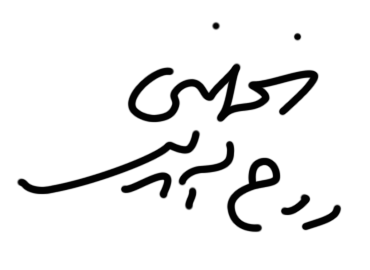
توقيع المرشد الايراني الخميني

تجرع كأس السم (بالفارسية: نوشیدن جام زهر)؛ مصطلح سياسي إيراني، ورد في خطاب عام موجه من روح الله خميني الولي الفقيه الإيراني وأوّل مرشد أعلى ضمن نظام الجمهورية الإسلامية الإيرانية، بث إلى الشعب الإيراني في 20 يوليو 1988، معلنًا القبول بقرار مجلس الأمن التابع للأمم المتحدة رقم 598، الذي كان قد صدر في نفس اليوم من العام السابق، وقد وصف خميني هذا الإعلان بهذه العبارة، إذ عد القبول بقرار وقف الحرب بمثابة تجرّع كأس السم.
لم يكن تبني إيران للقرار رقم 598 الذي أنهى الحرب الإيرانية العراقية التي دامت نحو ثماني سنوات بين إيران والعراق مهمة سهلة لخميني وأنصاره، حيث كانت الدعاية الحكومية الرسمية الإيرانية قبل ذلك الإعلان تدعو لمواصلة الحرب تحت شعار «الحرب الحرب لإزالة الفتنة من العالم» (بالفارسية: جنگ جنگ تا رفع فتنه از جهان).
أعيد استخدام هذه العبارة في كتاب سري مؤرخ بتاريخ 21 مايو 2002، وُجه إلى المرشد الأعلى الإيراني علي خامنئي، عُرّف لاحقًا باسم كتاب كأس السم. تستخدم هذه العبارة اليوم أيضًا لوصف الوضع السياسي الإيراني في العالم، إذ يواجه نظام الجمهورية الإسلامية عقوبات شديدة دمّرت الاقتصاد الإيراني، إضافة إلى عزلة شبيهة بالعزلة التي كان النظام يعيشها قبل انتهاء الحرب مع العراق، ويرى المراقبون أن القيادة الإيرانية لا تستطيع الخروج منها إلا بقرار شبيه بقرار وقف الحرب.

## خطاب خميني
بثت شبكة التلفزيون والإذاعة الإيرانية خطابًا موجًّا من روح الله خميني في 20 يوليو 1988، جاء فيه:
| تجرع كأس السم | ...طوبى لكم أيها الشعب! طوبى لكم رجالًا ونساء! طوبى للمحاربين والأسرى والمفقودين وعائلات الشهداء العظيمة! وويل لي أنا الذي مازلت على قيد الحياة، أتجرّع كأس السُّم المُلوّث بقبول القرار، وأشعر بالعار مقابل عظمة وتضحية هذا الشعب الكبير... | تجرع كأس السم |